# Backyard Sports
Backyard Sports est une série de jeux vidéo de sport créée par Humongous Entertainment.
Le 24 juillet 2013, The Evergreen Group a racheté la franchise à la suite de la banqueroute d'Atari Inc..

## Titres
- 1997 : Backyard Baseball (Windows, Mac)
- 1998 : Backyard Soccer (Windows, Mac, PlayStation)
- 1999 : Backyard Football (Windows, Mac)
- 2000 : Backyard Baseball 2001 (Windows, Mac)
- 2000 : Backyard Soccer: MLS Edition (Windows)
- 2001 : Backyard Basketball (Windows, Mac)
- 2001 : Backyard Football 2002 (Windows)
- 2002 : Backyard Baseball 2003 (Windows)
- 2002 : Backyard Baseball (PlayStation 2, GameCube, Game Boy Advance)
- 2002 : Backyard Football (GameCube, Game Boy Advance)
- 2002 : Backyard Hockey (Windows, Game Boy Advance)
- 2003 : Backyard Soccer 2004 (Windows)
- 2003 : Backyard Football 2004 (Windows)
- 2003 : Backyard Basketball 2004 (Windows, PlayStation 2, Game Boy Advance)
- 2004 : Backyard Baseball 2005 (Windows)
- 2004 : Backyard Hockey 2005 (Windows)
- 2004 : Backyard Skateboarding (Windows)
- 2005 : Backyard Skateboarding (Windows, Game Boy Advance)
- 2005 : Backyard Baseball 2006 (Game Boy Advance)
- 2005 : Backyard Football 2006 (Windows, PlayStation 2, Game Boy Advance)
- 2006 : Backyard Sports: Baseball 2007 (Windows, PlayStation 2, GameCube, Game Boy Advance)
- 2006 : Backyard Sports: Football 2007 (Game Boy Advance)
- 2006 : Backyard Sports: Basketball 2007 (PlayStation 2, Game Boy Advance, Nintendo DS)
- 2007 : Backyard Basketball (Nintendo DS)
- 2007 : Backyard Football (Windows, PlayStation 2, Wii, Nintendo DS)
- 2007 : Backyard Hockey (Nintendo DS)
- 2008 : Backyard Baseball '09 (Windows, PlayStation 2, Wii, Nintendo DS)
- 2008 : Backyard Football 2009 (Windows, PlayStation 2, Wii, Nintendo DS)
- 2008 : Backyard Baseball (iOS)
- 2008 : Backyard Soccer (iOS)
- 2009 : Backyard Baseball '10 (PlayStation 2, Wii, Nintendo DS)
- 2009 : Backyard Football '10 (PlayStation 2, Wii, Xbox 360)
- 2009 : Backyard Hockey (iOS)
- 2010 : Backyard Sports: Sandlot Sluggers (Windows, Wii, Xbox 360, Nintendo DS)
- 2010 : Backyard Sports: Rookie Rush (Wii, Xbox 360, Nintendo DS)